# Tarot no yakata
Tarot no yakata (タロットの館, «casa del tarot») és un videojoc de cartomància de Japan System Suply per a Sega Game Gear publicat el 8 de març de 1991. El jugador rep lectures de cartes en japonès mitjançant les cartes del tarot Rider-Waite. Sega va publicar el joc per a una versió exclusiva al Japó.
És un joc per a un únic jugador, però l'ordinador, a través del personatge de l'«endeví», pot proporcionar lectures il·limitades per al jugador i els seus amics. Els jugadors poden triar entre tres personatges, dos femenins i un masculí, per a crear l'endeví.
Una combinació de hiragana i katakana per als personatges japonesos ajuda a donar una sensació que és alhora misteriosa i familiar. A diferència de la majoria de simulacions japoneses de lectura del tarot, que utilitzen la creu celta, Tarot no yakata utilitza el mètode de l'hexagrama per a llegir les cartes.